# Didi Senft
Dieter Senft dit Didi Senft, parfois appelé El Diablo, né le 7 février 1952 à Reichenwalde en Brandebourg (Allemagne), est connu comme le diable du Tour de France. Depuis 1993, on peut le voir sur de nombreuses étapes du Tour, portant un costume de diable rouge, un trident à la main. Il peint un trident sur la route quelques kilomètres avant le lieu où il se montre. Il est également inventeur et a créé plus de 100 bicyclettes, dont la plus grande du monde. Il est présent dans le Livre Guinness des records.

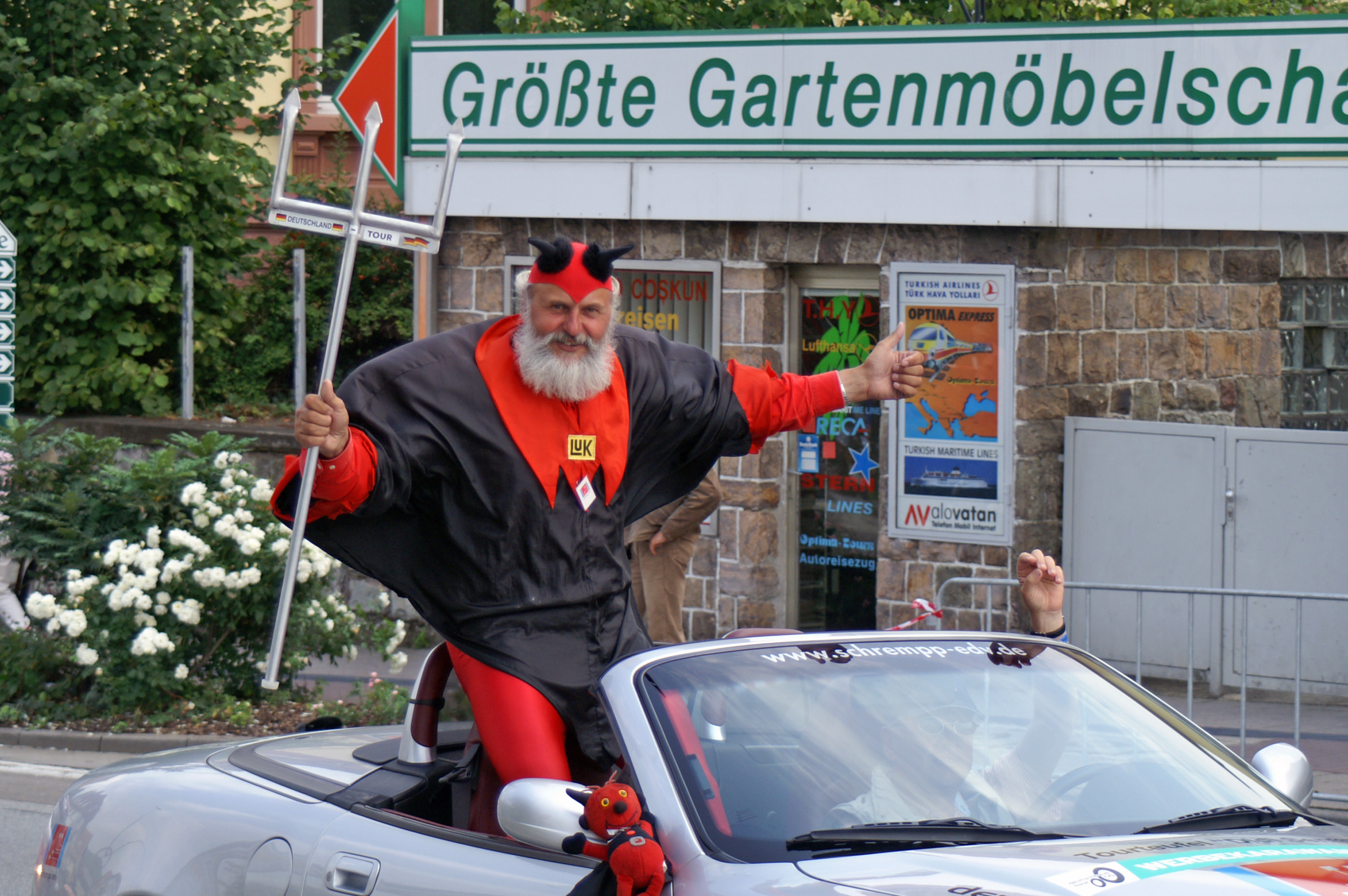
Le diable au Tour d'Allemagne 2005.

Durant le Tour de Suisse 2006, Didi Senft avait peint sa signature en forme de trident la veille du passage des coureurs. Le jour même, la police suisse vient lui signaler que la chose étant illégale, il a le choix entre une amende et la prison. Il est même forcé de nettoyer la peinture de la route. Il est à nouveau sous les projecteurs durant l'Euro 2008 lorsqu'il traverse Klagenfurt sur son « Football Bike » spécialement créé, avant le match Croatie-Allemagne.
En 2012, il ne participe pas au Tour à cause d'un caillot sanguin.
N'ayant plus assez d'argent pour payer l'entretien de sa voiture roulant d'étape en étape, Didi Senft est absent des routes du Tour entre 2014 et 2016. Il fait son retour lors du Tour de France 2017.
Il est aussi associé à des opérations promotionnelles du Tour de France, comme le « Tour de France Critérium de Saitama » au Japon, où il est invité chaque année depuis 2016.

## Anecdote
Lors du Tour d'Italie 2007, alors que Didi Senft courait à côté des échappés, le coureur mexicain Julio Alberto Pérez Cuapio prit le trident du diable et mima de le planter dans le dos de Leonardo Piepoli qui était devant lui. (it) [vidéo] « Visionner la vidéo », sur YouTube. Ce n'est pas le seul coureur à avoir pris son trident. Julian Alaphilippe, alors maillot à pois, l'a brandi lors du Tour 2018.